# جزيرة كوبور
جزيرة كوبور وهي جزيرة من جزر إندونيسيا، وتقع في إقليم بنتن.